# Élections fédérales suisses de 2003
Les élections fédérales suisses de 2003 se sont déroulées le 19 octobre 2003. Elles ont désigné la 47e législature depuis 1848. Elles portèrent sur le renouvellement des 200 sièges du Conseil national et des 46 sièges au Conseil des États. Les députés furent élus pour une durée de 4 ans. 
L'UDC, parti de la droite populiste, est arrivé en tête des élections fédérales avec 26,7 % des suffrages, et obtient 55 sièges (+11) sur 200. Elle est alors le premier parti politique en Suisse et son chef Christoph Blocher brigue un deuxième poste au conseil fédéral au détriment du PDC. L'UDC avait obtenu 11 % en 1991 et 22 % en 1999.
La répartition des autres mandats se fait ainsi: le PSS 52 sièges (+1), PRD 36 sièges (-7), PDC 28 sièges (-7), Verts 13 sièges (+4), Libéraux 4 sièges (-2), PEV 3 sièges, autres 9 sièges.
Au Conseil des États, sur 46 sièges, le PSS gagna trois mandats (9 au total), le PRD en perdit quatre (14), le PDC resta stable (15) et l'UDC gagna un mandat de plus (8).

## Contexte
Le scrutin intervient dans un contexte économique tendu : faillite de la compagnie aérienne Swissair, pourtant renflouée avec de l'argent public ; déficit financier de la controversée exposition nationale ; hausse des licenciements, notamment dans d’anciennes régies fédérales privatisées ; difficultés financières des caisses de pension et recul de l’âge de la retraite ; ou encore les scandales à répétition dans la gestion des banques cantonales.

## Forces en présence
| Parti | Parti                                      | Sigle | Tendance politique                    |
| ----- | ------------------------------------------ | ----- | ------------------------------------- |
|       | Union démocratique du centre               | UDC   | conservateur/libéral/souverainiste    |
|       | Parti socialiste                           | PSS   | social-démocrate                      |
|       | Parti radical-démocratique                 | PRD   | radical/libéral                       |
|       | Parti démocrate-chrétien                   | PDC   | démocrate chrétien/centre droit       |
|       | Parti écologiste                           | PES   | écologiste                            |
|       | Parti libéral                              | PLS   | libéral/conservateur                  |
|       | Parti évangélique                          | PEV   | chrétien/centre gauche                |
|       | Parti du travail                           | PST   | socialiste/marxiste                   |
|       | Union démocratique fédérale                | UDF   | chrétien/conservateur                 |
|       | Alliance verte et sociale (BE)             | AVeS  | écologiste                            |
|       | SolidaritéS                                | Sol.  | socialiste/marxiste                   |
|       | Alternative socialiste verte zougoise (ZG) | SGA   | écologiste                            |
|       | Démocrates suisses                         | DS    | extrême droite/nationaliste/populiste |
|       | Ligue des Tessinois                        | Lega  | régionaliste/populiste                |
|       | Parti chrétien-social                      | PCS   | christianisme social/centre gauche    |
|       | Parti écologiste-libéral (ZH)              | PVL   | écologiste/social-libéral             |

## Résultats

### Au Conseil national
|                        |                              |                        |           |       |      |        |               |  |  |  |  |  |  |  |
| Parti                  | Parti                        | Sigles                 | Voix      | %     | +/-  | Sièges | +/-           |  |  |  |  |  |  |  |
|                        | Union démocratique du centre | UDC                    | 560 750   | 26,68 | 4,12 | 55     | 11            |  |  |  |  |  |  |  |
|                        | Parti socialiste             | PS                     | 490 385   | 23,33 | 0,85 | 52     | 1             |  |  |  |  |  |  |  |
|                        | Parti radical-démocratique   | PRD                    | 364 493   | 17,34 | 2,59 | 36     | 7             |  |  |  |  |  |  |  |
|                        | Parti démocrate-chrétien     | PDC                    | 301 652   | 14,35 | 1,49 | 28     | 7             |  |  |  |  |  |  |  |
|                        | Les Verts                    | PES                    | 156 226   | 7,96  | 2,68 | 14     | 5             |  |  |  |  |  |  |  |
|                        | Parti évangélique            | PEV                    | 47 838    | 2,28  | 0,45 | 3      | en stagnation |  |  |  |  |  |  |  |
|                        | Parti libéral                | PLS                    | 45 864    | 2,18  | 0,07 | 4      | 2             |  |  |  |  |  |  |  |
|                        | Union démocratique fédérale  | UDF                    | 26 590    | 1,26  | 0,01 | 2      | 1             |  |  |  |  |  |  |  |
|                        | Démocrates suisses           | DS                     | 20 177    | 0,96  | 0,88 | 1      | en stagnation |  |  |  |  |  |  |  |
|                        | Parti suisse du travail      | PST                    | 14 595    | 0,69  | 0,26 | 2      | en stagnation |  |  |  |  |  |  |  |
|                        | SolidaritéS                  | Sol                    | 10 562    | 0,50  | 0,03 | 1      | en stagnation |  |  |  |  |  |  |  |
|                        | Parti chrétien-social        | PCS                    | 7 539     | 0,36  | 0,06 | 1      | en stagnation |  |  |  |  |  |  |  |
|                        | Ligue des Tessinois          | Lega                   | 7 304     | 0,35  | 0,53 | 1      | 1             |  |  |  |  |  |  |  |
|                        | Autres                       | Autres                 | 36 913    | 1,76  | -    | 0      | -             |  |  |  |  |  |  |  |
|                        |                              |                        |           |       |      |        |               |  |  |  |  |  |  |  |
| Suffrages exprimés     | Suffrages exprimés           | Suffrages exprimés     | 2 102 041 | 97,23 |      |        |               |  |  |  |  |  |  |  |
| Votes blancs et nuls   | Votes blancs et nuls         | Votes blancs et nuls   | 59 880    | 2,77  |      |        |               |  |  |  |  |  |  |  |
| Total                  | Total                        | Total                  | 2 161 921 | 100   | -    | 200    | en stagnation |  |  |  |  |  |  |  |
| Abstention             | Abstention                   | Abstention             | 2 617 812 | 54,77 |      |        |               |  |  |  |  |  |  |  |
| Inscrits/Participation | Inscrits/Participation       | Inscrits/Participation | 4 779 733 | 45,23 |      |        |               |  |  |  |  |  |  |  |

### Au Conseil des États
|       |                              |       |        |               |  |  |  |  |  |  |  |  |  |  |
| Parti | Parti                        | Sigle | Sièges | +/-           |  |  |  |  |  |  |  |  |  |  |
|       | Parti démocrate-chrétien     | PDC   | 15     | en stagnation |  |  |  |  |  |  |  |  |  |  |
|       | Parti radical-démocratique   | PRD   | 14     | 4             |  |  |  |  |  |  |  |  |  |  |
|       | Parti socialiste             | PS    | 9      | 3             |  |  |  |  |  |  |  |  |  |  |
|       | Union démocratique du centre | UDC   | 8      | 1             |  |  |  |  |  |  |  |  |  |  |
|       |                              |       |        |               |  |  |  |  |  |  |  |  |  |  |
| Total | Total                        | Total | 46     | en stagnation |  |  |  |  |  |  |  |  |  |  |